# Josef Hauner
Josef Hauner (* 4. Mai 1951 in Freising) ist ein bayerischer Politiker (CSU) und war von 2014 bis 2020 Landrat des  oberbayerischen Landkreises Freising.

## Leben
Hauner wurde in Freising als Sohn eines Gastwirtes geboren und machte am Josef-Hofmiller-Gymnasium Freising Abitur. Hauner absolvierte ein Lehramtsstudium an der Ludwig-Maximilians-Universität München und arbeitete im Anschluss als Lehrer an verschiedenen Schulen im Landkreis Freising. 1985 war er für 5 Jahre Mitarbeiter des Referats „Fachliche Fragen der Grund- und Hauptschule“ im Kultusministerium. Danach wurde er Rektor einer Grundschule in Unterschleißheim. 1995 wechselte er als Schulrat ins Freisinger Schulamt, dem er ab 2004 als Schulamtsdirektor vorstand. Hauner ist verheiratet und hat eine Tochter und einen Sohn.

## Politik
Hauner trat 1969 in die Junge Union und die CSU ein und war ab 1973 Vorsitzender der JU Freising. 1978 wurde er in den Stadtrat von Freising gewählt, dem er bis 2008 angehörte. Von 1990 bis 2008 war er unter den Oberbürgermeistern Schäfer und Thalhammer Bürgermeister. Seit 1984 war er zudem für 30 Jahre Mitglied im Kreistag des Landkreises Freising. 2014 trat er zur Wahl des Landrates des Landkreises Freising an. Der amtierende Landrat Michael Schwaiger war nicht mehr angetreten. In der Stichwahl konnte er sich mit 53,45 % gegen Rainer Schneider von den Freien Wählern durchsetzen. Zur Kommunalwahl in Bayern 2020 trat Hauner aus Altersgründen nicht mehr an. Zu seinem Nachfolger wurde Helmut Petz gewählt.

## Ehrungen
- Kommunale Verdienstmedaille in Silber (2007)
- Goldene Bürgermedaille der Stadt Freising (2008)